# Agripa (rey)
Agripa o Agripa Silvio (en latín Agrippa o Agrippa Silvius) es el nombre de un rey mítico de Alba Longa, citado por Tito Livio. 
Era hijo de Tiberino Silvio, rey que dio nombre al río Tíber, y al que, según Tito Livio, sucedió tras su muerte (916 a. C.). Después de un reinado de 41 años, fue sucedido por su hijo, llamado Rómulo Silvio, según Livio, o Aladio, según Dionisio de Halicarnaso.